# 五感 (製菓業者)
有限会社五感（ごかん）は、大阪市中央区に本社を置く製菓業社である。

## 会社概要
大阪を中心に、百貨店内を含む複数の店舗を展開している。「お米の純生ルーロ」というロールケーキが主力商品である。
焼き菓子では、国内産の丹波黒（黒大豆）を使用した「ええもん」というマドレーヌが看板商品。
可能な限り国産の材料を使用しており、和素材も多く取り入れた「日本の洋菓子」を目指している。
大阪発の洋菓子店であることを大切にする想いから、店舗は関西のみ限定。関東には店舗がない。
また、北浜本館のみ2階にティーサロン（約60席）があり、ランチとケーキを食べることができる。
本社が入居している新井ビル（旧報徳銀行大阪支店、旧新井証券）は1922年の築で、登録有形文化財に登録されている。正面左右の扉のうち、左の扉が店の入口となっている。
店内は、季節により装飾が変わり季節ごとに楽しめる内装となっている。

## 会社沿革
- 2003年（平成15年）9月 - 阪急百貨店 うめだ本店開店
- 2005年（平成17年）5月 - 北浜本館開店
- 2006年（平成18年）2月 - 京都髙島屋店開店
- 2008年（平成20年）10月 - 阪急百貨店西宮店（西宮ガーデンズ内）開店
- 2009年（平成21年）9月 - 中之島ダイビル店開店
- 2010年（平成23年）3月 - 大阪髙島屋店開店
- 2014年（平成26年）3月 - 髙島屋泉北店開店
- 2016年（平成28年）2月 - Cacaotier Gokan高麗橋本店 開店

## 生菓子商品
- お米の純生ルーロ（ロールケーキ）－「新潟県胎内産コシヒカリ100％」の米粉を使った生地に、ふっくらと柔らかく炊いた京都丹波、丹波篠山と岡山産を使用した国産の黒大豆（丹波黒）を巻き上げたもの。素材にこだわり自然な味わい。

## ギフト商品
- ええもん（黒豆マドレーヌ）－国産小麦粉や豊かな風味を醸す発酵バター、大粒の精選した京都丹波、丹波篠山と岡山産を使用した国産の黒大豆（丹波黒）を使い素材にとびきりこだわった「五感の黒豆マドレーヌ」。お手土産に最適の一品。また、人気の「ええもん」よりもひとまわり小さな「ええもんちぃ」も新大阪駅や伊丹空港、北浜本館、中之島ダイビル店にて取り扱われており、お土産物として大変人気の商品である。
- 檸檬燦（レモンケーキ）－芳醇な香りが特長の「いわぎレモン」や大阪、和歌山、奈良の県境に近い千早赤阪村の北東に位置する自然に恵まれたすばらしい環境の中で作られた「百花蜜」を使用したレモンケーキ。
- 穂の一（お米の最中クッキー）－石川県産もち米「新大正糯」を使用した最中の皮と「新潟県胎内産コシヒカリ100％」の米粉を使ったクッキーが合わさった香ばしい香りが特徴の新感覚クッキー。
- 風呂敷ラッピング－焼き菓子のお詰め合わせを包装紙ではなく、風呂敷で包むんだ商品。過剰包装が言われている中、風呂敷で包むという環境を大切に考えた五感の気持ちが込められたもの。色々な柄の風呂敷があり、好きな柄を選べる。

## 店舗
現在、7店舗を展開している。インターネットでの通信販売も手掛けている
- 北浜本館

〒541-0042　大阪市中央区今橋二丁目1番1号 新井ビル　
営業時間 月～金　9：30～20：00 日、祝日 10：00～19：00 正月三が日のみ休館
- 梅田阪急店

〒530-8350 大阪市北区角田町8番7号　阪急うめだ本店地下1階
- 高島屋京都店

〒600-8520 京都市下京区四条通河原町西入真町52 高島屋京都店地階
- 西宮阪急店

〒663-8204 西宮市高松町14番1号 西宮阪急1階
- 中之島ダイビル店

〒530-6126 大阪市北区中之島三丁目3番23号
営業時間 10：00～19：00 定休日（土・日・祝日）
- 高島屋大阪店

〒542-8510 大阪市中央区難波五丁目1番5号 高島屋大阪店地下1階
- 高島屋泉北店

〒590-0115 堺市南区茶山台一丁目3番1号 高島屋泉北店1階